# Pereiraidium almeidai
Pereiraidium almeidai là một loài bọ cánh cứng trong họ Bọ hung (Scarabaeidae).